# Daniel Brinkmann
Daniel Brinkmann (* 29. Januar 1986 in Horn-Bad Meinberg) ist ein ehemaliger deutscher Fußballspieler und heutiger -trainer. Seit Herbst 2024 ist er Cheftrainer von Hansa Rostock.

## Karriere als Spieler
Brinkmann stand beim SC Paderborn 07 als Profispieler in der zweiten Bundesliga unter Vertrag. Sein Debüt als Profispieler gab er in der Saison 2005/06 beim Auswärtsspiel beim FC Hansa Rostock, als er in der zweiten Halbzeit für Hüzeyfe Doğan eingewechselt wurde. Bei seinem dritten Einsatz, einem 2:0-Auswärtssieg bei Dynamo Dresden, erzielte er mit dem Führungstreffer sein erstes Tor. Er wurde 2005 vom damaligen Trainer des SC Paderborn, Pawel Dotschew, suspendiert, was dessen Nachfolger Jos Luhukay revidierte. Im Oktober 2007 wurde er von der Vereinsführung des SC Paderborn wiederum freigestellt und sein Vertrag wurde mit Ablauf des Monats aufgelöst.
Am 13. November 2007 engagierte Alemannia Aachen den Mittelfeldspieler bis Sommer 2010. Er wurde für den Zweitligisten am 1. Januar 2008 spielberechtigt, dann aber häufig eingesetzt. Am 22. März 2009 erzielte er im Spiel beim 1. FSV Mainz 05 erstmals zwei Tore in einem Zweitligaspiel und er wurde zum Spieler des 25. Spieltages der 2. Bundesliga gewählt.
Zur Saison 2009/10 wechselte Brinkmann zum Ligakonkurrenten FC Augsburg, für den er am 9. August 2009 im Spiel gegen Energie Cottbus debütierte, als er in der 46. Spielminute für Axel Bellinghausen eingewechselt wurde. Am Ende dieser Saison verpasste er mit dem FC Augsburg den Aufstieg in die 1. Bundesliga, als man in der Relegation gegen den 1. FC Nürnberg unterlag. In der Saison 2010/11 stieg er mit dem FC Augsburg durch den zweiten Platz direkt in die 1. Bundesliga auf, in der er für den FCA am 6. Spieltag der Bundesliga-Saison im Spiel gegen Hertha BSC debütierte.
In der Sommerpause 2012 verpflichtete Energie Cottbus Brinkmann. Er unterschrieb einen bis zum 30. Juni 2015 gültigen Vertrag. Am 30. Mai 2014 präsentierte Arminia Bielefeld Brinkmann als Neuzugang. Mit den Bielefeldern stieg Brinkmann am Saisonende in die 2. Bundesliga auf. Nachdem Brinkmann in der Saison 2016/17 ohne Profieinsatz geblieben war, wechselte er im Januar 2017 zum Regionalligisten SC Wiedenbrück. Im Januar 2020 beendete Brinkmann seine Profikarriere, um zukünftig als Trainer tätig zu sein.
Brinkmann absolvierte ein Länderspiel für die deutsche U-21 Nationalmannschaft gegen Italien.

## Karriere als Trainer
Nachdem Brinkmann seine Karriere beendet hatte, trat er den Trainerposten beim SC Wiedenbrück an. Im März 2022 verlängerte er seinen Vertrag in Wiedenbrück bis zum 30. Juni 2025.
Im Juni 2024 verließ er den Verein und fing bei der U23 des SC Paderborn 07 an.
Im November 2024 wurde bekannt gegeben, dass Brinkmann den Drittligisten Hansa Rostock übernimmt. Der Absteiger stand nach dem 13. Spieltag der Saison 2024/25 mit 16 Punkten auf dem 14. Platz und hatte nur vier Punkte Vorsprung auf einen Abstiegsplatz. Am Saisonende erreichten die Norddeutschen den 5. Tabellenplatz, wobei sie unter Brinkmann 1,93 Punkte pro Spiel erzielten. Außerdem gewann der FCH den Landespokal von Mecklenburg-Vorpommern.

## Erfolge
Als Spieler
- Vizemeister der 2. Fußball-Bundesliga 2011 und Aufstieg in die Fußball-Bundesliga (mit dem FC Augsburg)
- Meister der 3. Fußball-Liga 2015 und Aufstieg in die 2. Fußball-Bundesliga (mit Arminia Bielefeld)

Als Trainer
- Landespokalsieger Mecklenburg-Vorpommern: 2025 (mit Hansa Rostock)